# Blepharodon amazonicum
Blepharodon amazonicum är en oleanderväxtart som först beskrevs av George Bentham, och fick sitt nu gällande namn av Fontella och Marquete. Blepharodon amazonicum ingår i släktet Blepharodon och familjen oleanderväxter. Inga underarter finns listade i Catalogue of Life.